# Рене, Мелани
Мелани Рене (англ. Mélanie René; 1 сентября 1990) — швейцарская певица маврикийского происхождения, автор песен.
В 2015 году представляла Швейцарию на Евровидении 2015 в Вене с песней «Time to Shine».

## Дискография
- «Time to Shine» (2015)
- «On avait rêvé» (2015)